# Kaseya Center
A Kaseya Center (korábban: FTX Arena, Miami-Dade Aréna és American Airlines Arena) egy sport–, és szórakoztatóipari csarnok, amely Miamiban, Floridában található a Biscayne Bay-en. 1998-ban építették a Miami Aréna utódjaként és az Arquitectonica, illetve a 360 Architecture tervezte. A csarnok otthont ad a Miami Heat (National Basketball Association) csapatának.
A Miami-Dade Arénában 80 luxus lakosztály és 76 privát box található. A The Waterfront Theater Florida legnagyobb színháza, amely az arénán belül található és akár 5800 embert is be tud fogadni. A színház átalakítható koncerthelyszínné és egyéb hasonló színpadi előadásra. Az American Airlines, amelynek egyik központja a Miami nemzetközi repülőtéren található, az FTX Arena Travel Center tulajdonosa.
2019 szeptemberében bejelentették, hogy 2020-ban új nevet kap a csarnok. 2021 márciusában az FTX Crypto Exchange, egy bitcoin-kereskedő platform vette meg a stadion névjogait, 135 millió dollárért. Az NBA április elején hagyta jóvá a névváltoztatást. 2022 novemberében az FTX csődöt jelentett. Még a hónapban eltávolították a cég nevét a stadionról és 2023 januárjában, a szerződés hivatalos felbontása után kapta meg a Miami-Dade Arena nevet, majd később a szezonban jelenlegi nevét.

## Története
Az aréna American Airlines Arena néven nyitott meg, 1999. december 31-én és 213 millió dollár költségvetésből. A tervezők közé tartozott George Heinlein, Cristian Petschen, Reinaldo Borges és Lance Simon. Az arénát egy Gloria Estefan koncerttel nyitották meg. Két nappal később, 2000. január 2-án játszotta első mérkőzését itt a Miami Heat, az Orlando Magic ellen (111–103).

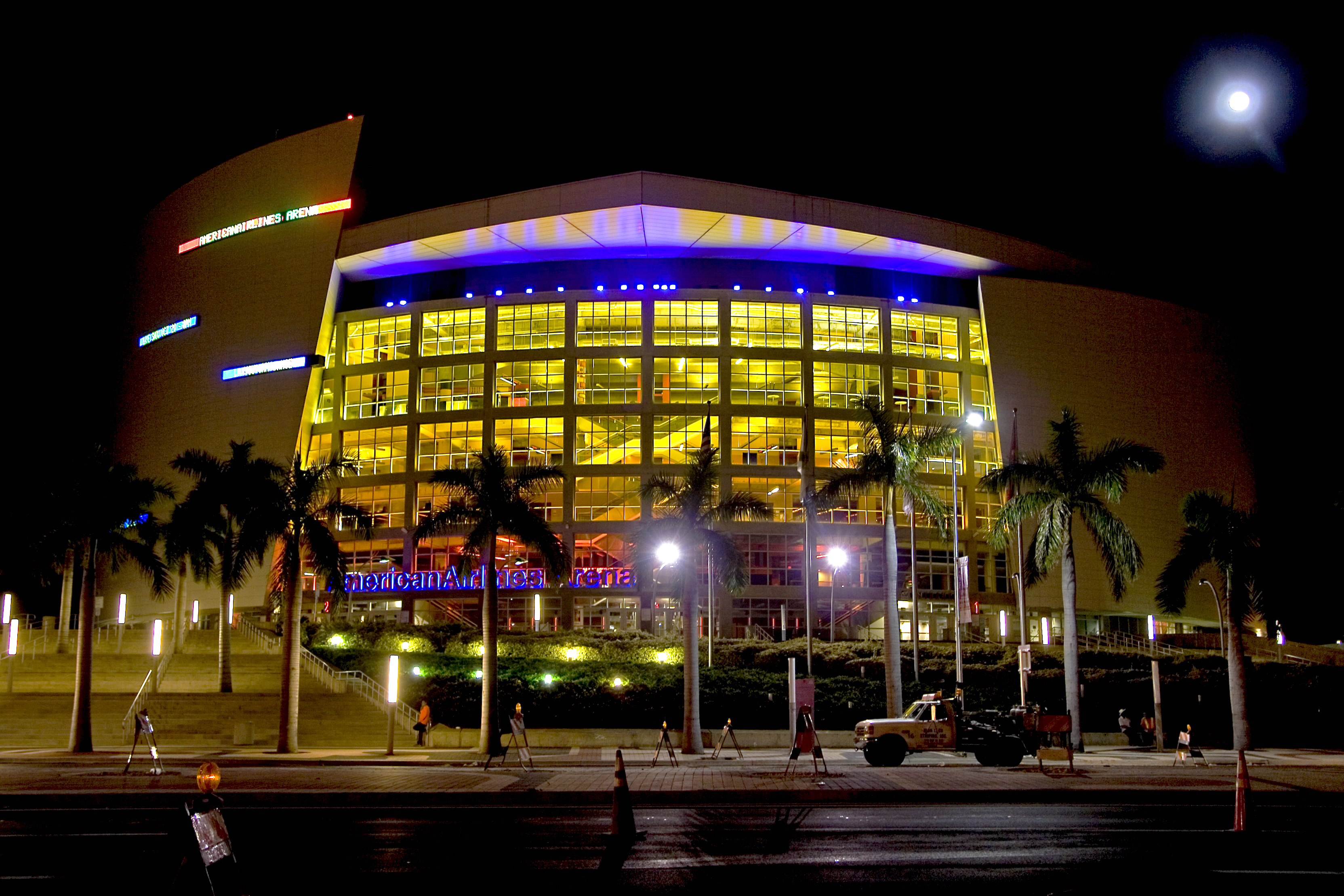
A csarnok főbejárata, éjszaka.

Az American Airlines támogatásával egy nagy repülőt festettek a stadion tetejére a cég logójával együtt. A design látható a Miami nemzetközi repülőtérről felszálló repülőgépekről. 
Az aréna sokáig Triple-A vagy A3 becenéven volt ismert. Az aréna szokatlan eredményjelzőjét Christopher Janney tervezete, az atmoszférától függően változtat színt. Koncerteken a befogadóképessége 12 202 (180° műsorokra), 15,402 (270° műsorokra), 18 309 (360° műsorokra) vagy 19 146 a konfigurációtól függően.
A Miami Heatnek nem kellett fizetnie az aréna használatáért, a megye fizeti a 64 millió dolláros fenntartási költségeket. "Soha nem volt egy jó alku" mondta a Miami-Dade korábbi biztosa, Katy Sorenson, aki ellenezte a csarnok megépítését 1996-ban. "Vannak bizonyos politikusok, akik csak csillagokat látnak és nem gondolnak bele a valós költségekbe."
2019. szeptember 10-én kiderült, hogy az American Airlines nem fogja meghosszabbítani a szerződését az elnevezés jogáért az év végén. A következő megegyezés 2020. január 1-től tartott volna 10 és fél évig, 2030. június 30-ig. 2020 decemberében még nem adták el a jogokat, így a stadion a következő szezonra is American Airlines Arena néven volt ismert. A pályáról eltávolították a légitársaság jelképeit és a helyére a Kia Motors logója került. 2021 márciusában az FTX Crypto Exchange, egy bitcoin-kereskedő platform vette meg a stadion névjogait, 135 millió dollárért. Az NBA április elején hagyta jóvá a névváltoztatást.

## Elérhetőség
- Metrorail (Government Center és Historic Overtown megállók)
- Metromover (Freedom Tower megálló)
- Metrobus (Government Center)
- 939 parkolóhely (ParkJockey)[9]

## Fontos események

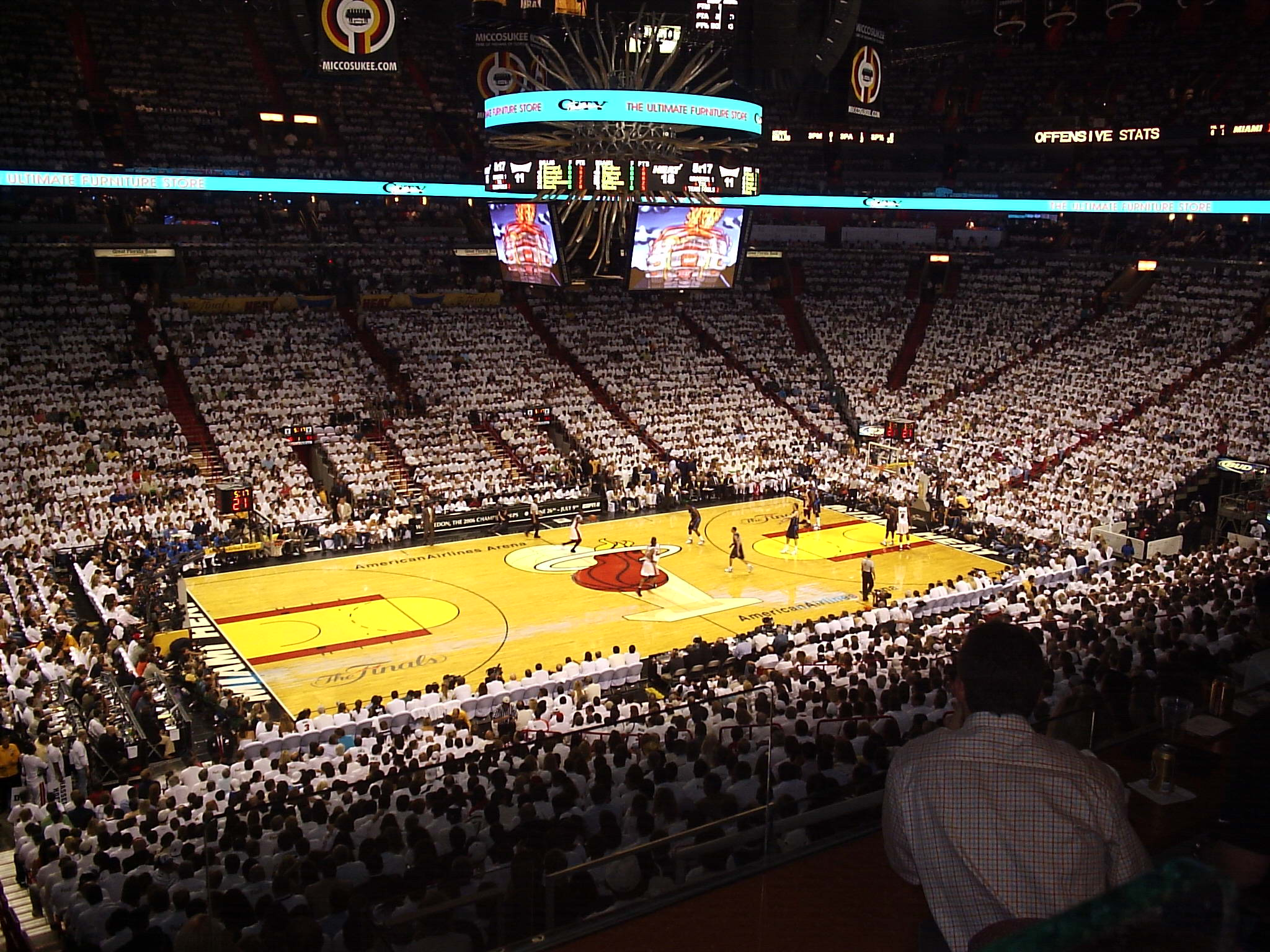
A Kaseya Center a 2006-os NBA-döntő harmadik mérkőzése közben.

### Kosárlabda
- 2006-os és 2011-es NBA-döntő (az American Airlines Centerrel megosztva). 2006-ban a Miami Heat Dallasban nyerte meg a bajnoki címet, 2011-ben pedig a Mavericks Miamiban. Tekintve, hogy a csarnok neve akkor American Airlines Arena volt, a döntők American Airlines sorozat néven voltak ismertek.
- 2012-ben, 2013-ban és 2014-ben is részben itt tartották az NBA-döntőket.
- 2015 óta itt tartják a Hoophall Miami Invitational kosárlabda eseményt.

### Egyéb sportok
- 2003 áprilisában itt tartották az állam első UFC küzdelmét.
- Az aréna jégkorong mérkőzések tartására is alkalmas, de eddig csak Disney on Ice műsorokat tartottak itt.[10]

### Zene
A csarnokban felléptek a következő előadók:
- Mariah Carey (2000)
- Cher (2003)
- Britney Spears (2004, 2009)
- U2 (2005)
- Shakira (2002, 2006, 2010, 2018)
- Kanye West (2008, 2016)
- Tina Turner (2008)
- Céline Dion (2009)
- Lady Gaga (2011)
- Jennifer Lopez (2012)
- Madonna (2012)
- Miley Cyrus (2008, 2009, 2014)
- One Direction (2013)
- Katy Perry (2014)
- Demi Lovato (2014)
- Ariana Grande (2015)[11]
- Taylor Swift (2015)
- The Weeknd (2015)
- Rihanna (2016)[12]
- Selena Gomez (2016)[13]
- Maroon 5 (2016)
- Adele (2016)

Zenei események
- 2004-es és 2005-ös MTV Video Music Awards

## Galéria
|                                                |                                    |         |                                     |                          |
| A Kaseya Center a 2004-es NBA-rájátszás idején | A Kaseya Center a Biscayne Bay-ről | Éjszaka | A csarnok és Miami látképe északról | Az aréna 2010 júliusában |